# مسجد سنهري لاهور
مسجد سنهري لاهور يقع المسجد في وسط لاهور الواقعة في اقليم البنجاب شرق باكستان، كان مصمم المسجد المهندس المعماري نواب سيد بهيكاري خان، ابن راوشان مسعود داولا توراباز خان نائب محافظ لاهور في عهد محمد شاه .

## البناء
مسجد سنهري لاهور (المسجد الذهبي) تم بناؤه عام 1753، يضم المسجد ثلاث قباب ذهبية، كما يقع المسجد في سوق كشمير من مدينة لاهور، يعكس المسجد التأثيرات المعمارية للسيخ، رفع المسجد على قاعدة عالية تحيط بها الأسواق القديمة، يبلغ قياس طول بوابة المسجد 21.3 متر، أما الفناء فيبلغ قياس طوله من 161.5 متر في 160.6 متر (530 قدم × 527 قدم)، تغطى القباب بالرخام والتي بدورها تغطي سبع قاعات للصلاة، للمسجد أربع مآذن تقف في الزوايا الأربع للمسجد، يبلغ المحيط الخارجي لكل مأذنة 20 مترا (66 قدم) وارتفاعها يصل إلى 54 مترا (177 قدم) .

## الصور

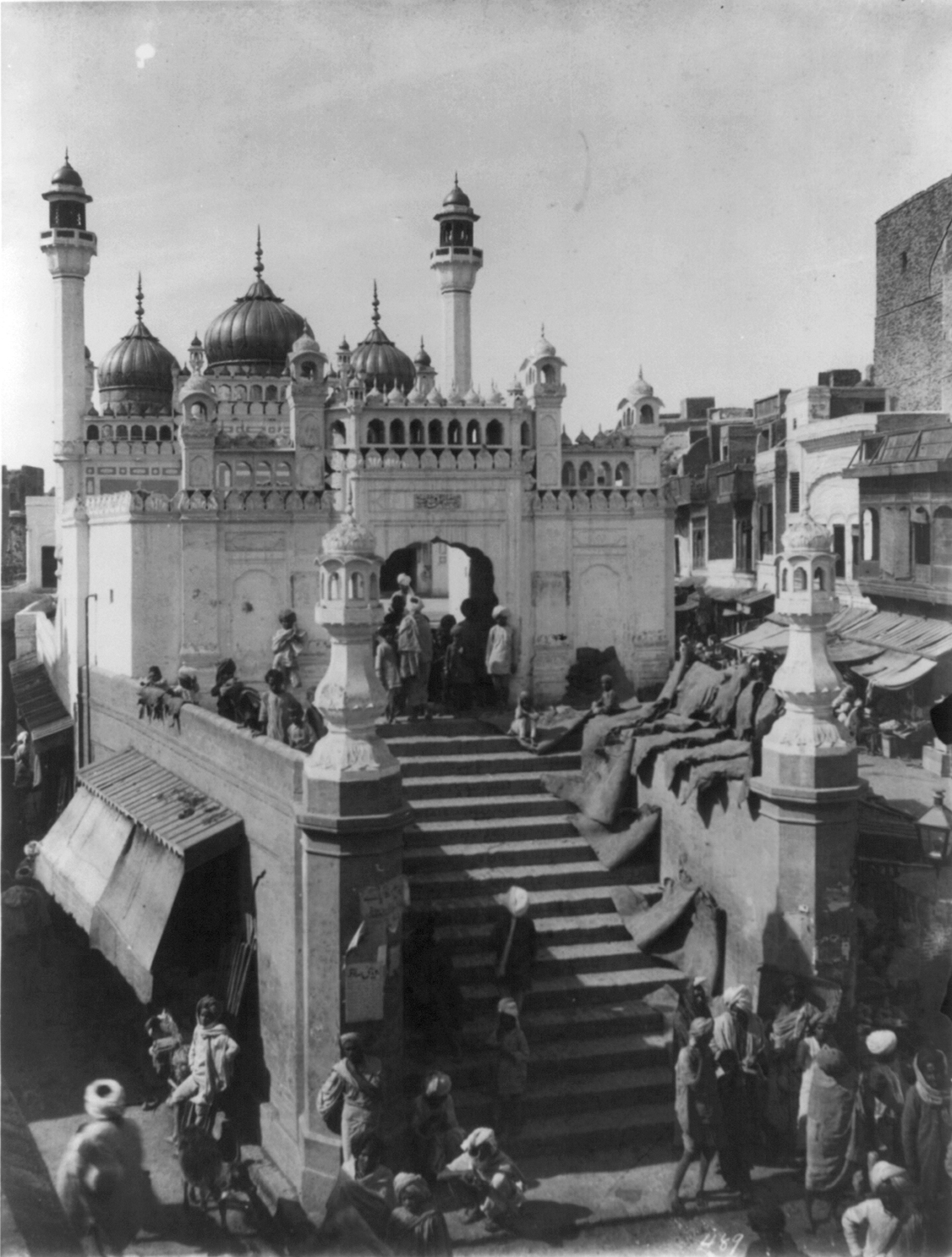
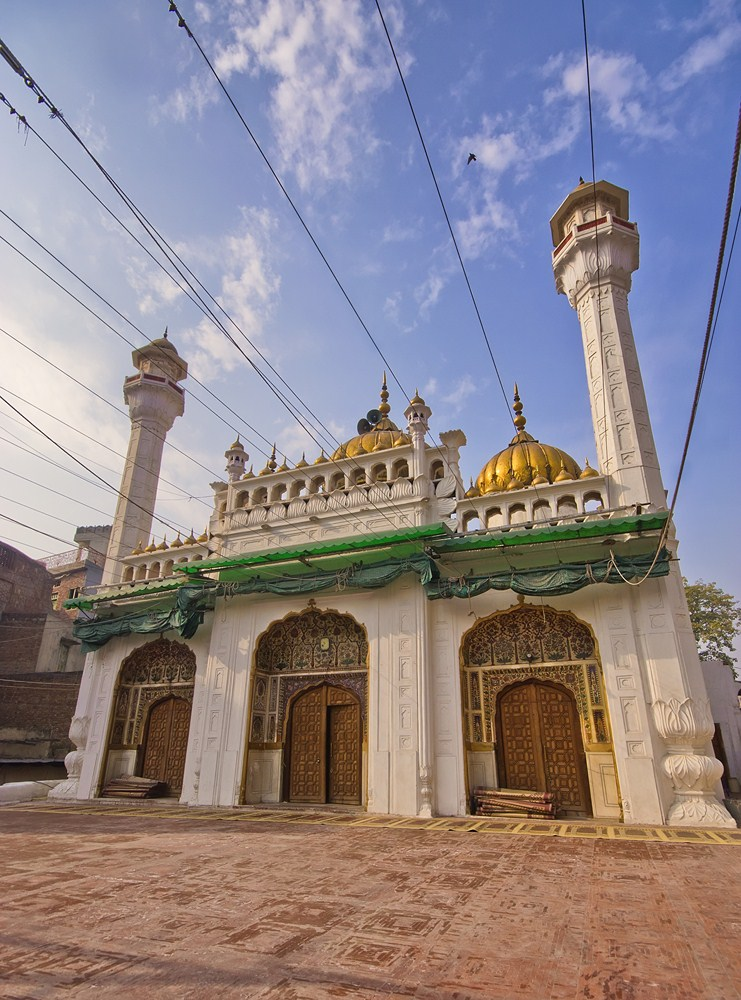
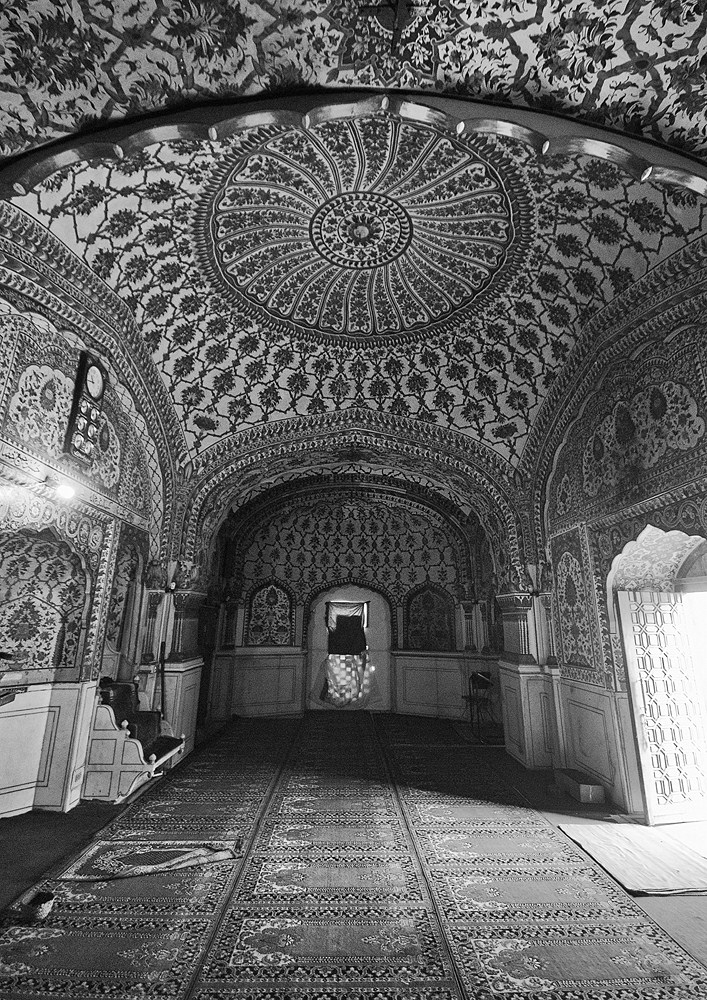
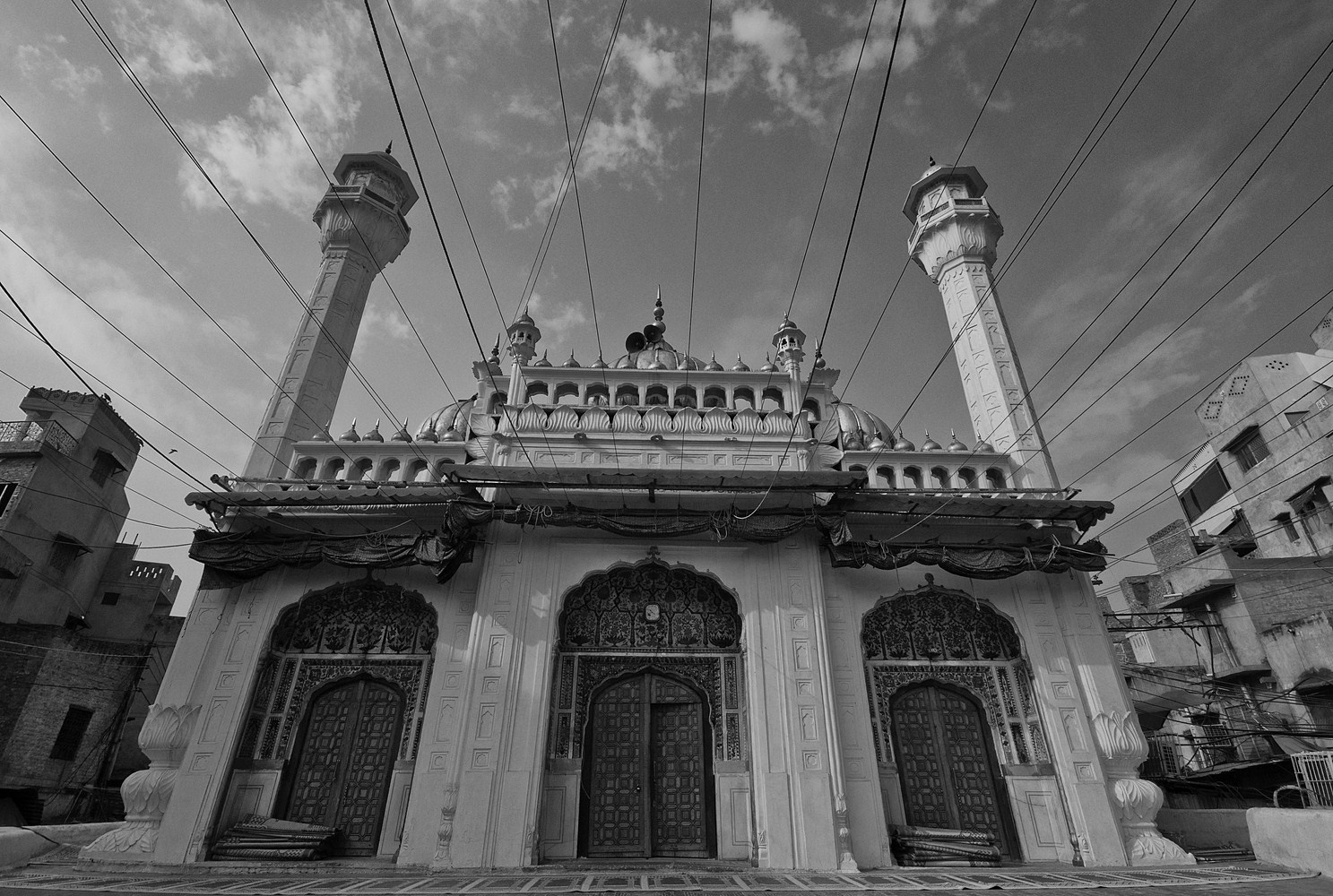

## وصلات خارجية
- موقع المسجد
- صور المسجد